# Torodbe
Los torodbe (en singular torodo, también llamados turudiyya o banu toro) fueron un grupo de clérigos musulmanes activos en la región africana de Sudán Occidental desde el siglo XVII. Sus enseñanzas fueron parte de la inspiración para las yihads que lanzaron los fulani en la época.

## Orígenes

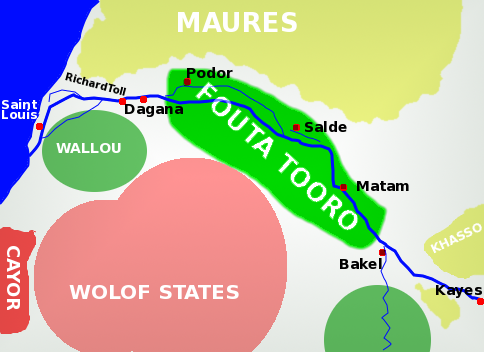
Futa Toro y sus vecinos alrededor de 1850.

Los torodbe aparentemente se originaron en Futa Toro en algún punto entre el siglo IX y finales del siglo XIII, extendiéndose posteriormente por los territorios fulani. Futa Toro era una franja de tierra agrícola a lo largo del río Senegal. Dos de los clanes de Futa Toro afirmaban ser descendientes de un pariente del siglo VII de uno de los discípulos de Mahoma que habría invadido la región. Se cree que eran un grupo diferenciado en Futa Toro para el siglo XV, cuando el Reino de Denanke conquistó la región. En el último cuarto del siglo XVII, el reformista zuaya Nasir al-Din lanzó una yihad para restaurar la observancia religiosa en Futa Toro. Consiguió el apoyo de los torodbe en la guerra, pero en 1677 el movimiento ya había sido derrotado. Tras esta derrota, algunos de los torodbe emigraron al sur hacia Bundu y algunos continuaron hasta Futa Yallon.

## Organización
Los torodbe reclutaron al principio miembros de todos los niveles de la sociedad sudani, en particular entre los pobres. Los clérigos torodbe incluían a gente de origen fulani, wólof, mandé, hausa y bereber. Sin embargo, hablaban el idioma fula, se casaban en familias fulani y se convirtieron en la casta intelectual fulani. Al igual que los cleros zuaya y mandé, los primeros torodbe eran vistos con desprecio por parte de los grupos guerreros en sus sociedades, que habitualmente tenían poco interés por el islam. Los torodbe vivían originalmente de la caridad, como muestran los dichos locales «El torodo es un mendigo» y «Si no existiera la calabaza vinatera, el torodo no sobreviviría». El término torodo proviene de tooraade, que significa «pedir limosna». Los torodbe vivían en comunidades asentadas y no seguían ningún oficio basado en castas, como pescadores, herreros, tejedores o curtidores.
Las yihads emprendidas por los líderes torodbe eran la respuesta al declive de la práctica islámica unido a la opresión de las clases gobernantes. Pretendían eliminar los vestigios de las creencias tradicionales y elevar el islam desde una creencia personal a la ley de la tierra, creando estados teocráticos. Tras tomar el poder, inicialmente se pensó que los torodbe terminarían eliminando los obstáculos al movimiento entre clases, quizá incluso liberando a los esclavos. Una persona obtendría su estatus a través del aprendizaje del Islam y de la observancia de los preceptos islámicos. En la práctica, especialmente en Futa Toro y Bundu, los torodbe evolucionaron en una sociedad cerrada limitada a un pequeño número de familias. La estratificación social entre esclavos y personas libres y entre diferentes oficios hereditarios permaneció inalterada.
Los torodbe fundaron escuelas en las que se enseñaba en árabe. Las mezquitas que levantaron en las principales ciudades se convirtieron en el centro de la actividad religiosa e intelectual, además de actuar como centros administrativos. Imponían diezmos a las cosechas y a las herencias para financiar el estado. El imán lideraba tanto la organización religiosa como política. Delegaba la responsabilidad en seguridad en emires que dirigían la policía y el ejército. Los intelectuales torodbe de los siglos XVII y XVIII no se mantuvieron en absoluto indolentes. Algunos de ellos peregrinaron a La Meca, y algunos pasaron muchos años en países como Egipto, donde se sumergieron en el mundo del pensamiento islámico, y se llevaron estos conocimientos con ellos a su vuelta. Dentro de Sudán Occidental, los torodbe mantenían correspondencia durante largos periodos de tiempo.
Los jeques vivían de los pagos que recibián por sus puestos como oficiales o jueces, o de tasas por sus servicios religiosos. Se ocupaban de los niños mientras estos aprendían el Corán, pero se esperaba que a cambio los niños trabajaran o pidieran limosna para el jeque durante este periodo. Otros torodbe vivían de la agricultura o el pastoreo, aunque el trabajo en sí se lo dejaban a clases inferiores. Acumulaban riqueza en forma de esclavos, armas de fuego, ropas y herramientas. Entre los torodbe surgieron algunas dinastías de eruditos, como la dinastía Toronkawa de Usman dan Fodio, la dinastía Bari de Seku Amadu o la dinastía Tall de El Hadj Umar Tall.

## Senegambia
Los torodbe lideraron las primeras yihads en Futa Toro, Futa Bundu y Futa Yallon, en la región alrededor de los ríos Senegal y Gambia.

### Bundu
El líder torodo Malik Si lanzó una de las primeras yihads a finales del siglo XVII en Bundu. Malik Si había nacido en una familia torodo alrededor de 1637 cerca de Podor, en Futa Toro. Recibió formación islámica en lo que actualmente es el sur de Mauritania. Se casó y viajó por distintos lugar viviendo de la venta de amuletos. En la década de 1690, fundó el estado de Bundu. Los gobernantes musulmanes tenían autoridad sobre los jefes de los pueblos, a los que podían nombrar o retirar del puesto. Fue sucedido por Bubu Malik, que murió alrededor de 1715. Tras ello, Bundu entró en un periodo de anarquía en el que los estados vecinos lanzaron distintos ataques mientras las distintas comunidades de torodbe intentaban reafirmar su autonomía. Durante un tiempo durante el siglo XVIII, Bundu volvió a estar gobernada por animistas, aunque la mayor parte de la población era musulmana.

### Yallon

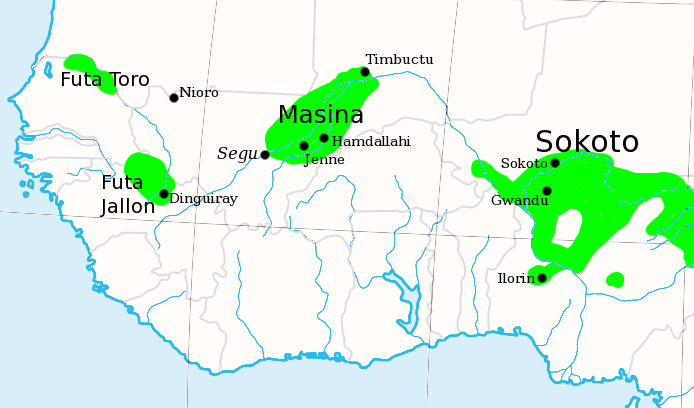
Los principales estados yihadistas fulani en África Occidental alrededor de 1830. Bundu está entre Toro y Yallon.

Los torodbe influyeron en los fulani de Futa Yallon para adoptar una variante más militante del Islam. Alrededor de 1726 o 1727, lanzaron una yihad en Futa Yallon. El movimiento fue primordialmente religioso, y sus líderes incluían a varios morabitos mandingas y fulani. Karamokho Alfa fue nombrado líder de la yihad. Tomó el título de almami, como gobernante religioso. Bajo su liderazgo, el Imanato de Futa Yallon se convirtió en el primer estado musulmán fundado por los fulani. En 1751, Ibrahim Sori sucedió a Karamokho Alfa. Tras muchos años de conflicto, logró una victoria decisiva en 1776 que consolidó el poder del estado fulani. La yihad logró sus objetivos e Ibrahim Sori tomó el título de almami.

### Toro
Los granjeros de Futa Toro seguían sufriendo ataques de los nómadas de la actual Mauritania. Ello provocó que la yihad en Futa Yallon fuera seguida por otra en Futa Toro entre 1769 y 1776, liderada por Sulayman Baal. En 1776, los torodbe depusieron a los reyes del Reino de Denanke, que gobernaba la región. Sulayman murió en 1776 y fue sucedido por Abdul Kader, un erudito, profesor y juez nacido en Cayor.
Abdul Kader se convirtió en el primer almami del Imanato de Futa Toro. Promovió la construcción de mezquitas y siguió una política agresiva hacia sus vecinos. Los torodbe prohibieron el comercio de esclavos en el río. En 1785, consiguieron un acuerdo con los franceses para detener el comercio de esclavos musulmanes a cambio del pago de aranceles. Abdul Kader derrotó a los emiratos de Trarza y Brakna en el norte, pero fue derrotado y capturado cuando atacó los estados wólof de Cayor y Waalo. Tras su liberación se perdió el ímpetu de la yihad. En el momento de su muerte en 1806, el estado estaba dominado por unas pocas élites de familias torodbe. Se siguieron nombrando almamis en Futa Toro a lo largo del siglo XIX, aunque la posición se convirtió en meramente ceremonial.

### Dominio colonial francés
A mediados del siglo XIX, los almamis torodbe de Senegambia se habían convertido en oligarquías hereditarias que imponían un gobierno duro y opresor en el pueblo. Los franceses dieron apoyo político y económico a los líderes torodbe, que a cambio permitieron a los franceses construir puestos fortificados a lo largo del valle del Senegal. Entre los líderes yihadistas de la región que siguieron la tradición revolucionaria de los torodbe a finales del XIX están Maba Diakhou Ba en Gambia, Mahmadu Lamine en Senegal y Samory Touré, que fundó el efímero Imperio de Wassoulou en la actual Guinea. Estos líderes intentar expulsar a los europeos y a sus aliados en nombre del Islam, pero fueron finalmente derrotados por ejércitos superiores.

## Estados orientales
En el siglo XIX, surgieron varios estados musulmanes al este de Senegambia, en la región del Sahel a lo largo del río Níger. Los líderes más destacados surgidos en el movimiento torodbe fueron Usman dan Fodio, que creó el Califato de Sokoto, y El Hadj Umar Tall, que creó el Imperio de Tukulor.

### Califato de Sokoto

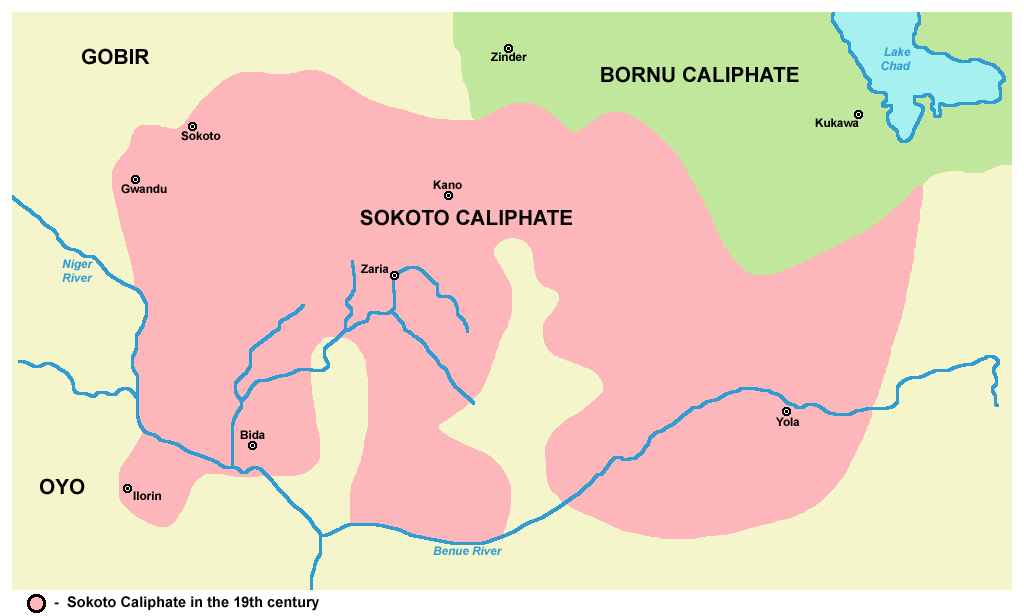
Califato de Sokoto en el.

La mayor de las yihads fulani fue la liderada por el erudito torodbe Usman dan Fodio, que fundó el Califato de Sokoto en 1808, extendido a lo largo del norte de Nigeria. Usman dan Fodio nació en un clan torodbe en 1754 cerca de Galmi, en el norte de Hausaland. Su familia se dedicaba originalmente al pastoreo de ganado, y probablemente se trasladó a Hausaland desde el oeste en el siglo XV. Conocía el Corán de memoria, y estaba versado en gramática árabe, verso y métrica y en los básicos de la ley malikí. Estudió retórica, historia y literatura, y se convirtió en un escritor fluido y erudito en árabe. En sus primeros años, fue un mallam itinerante, llevando un mensaje de reforma contra los impuestos ilegales, la corrupción, las ceremonias paganas, los mallamai no cualificados y otros abusos y desvíos de la práctica del Islam.
En 1804, Usman dan Fodio inició una yihad contra Gobir que duró alrededor de cuatro años y que terminó con la victoria musulmana. El jeque Mukhtar al-Kunti (1729-1811) fue un reformista enormemente influyente que lideró la tariqa de Qadiriyya en África Occidental. Usman dan Fodio le admiraba como su maestro, y Mukhtar le dio su apoyo en la campaña de Sokoto, afirmando que «Usman ibn Fudi es uno de los santos consumados; su yihad es justa». Usman estableció la capital de su nuevo imperio en Sokoto. Tras algunas luchas inconcluyentes con el estado de Bornu, la yihad terminó en 1810. El nuevo shehu Usman dividió sus conquistas entre su hermano y su hijo y pasó el resto de su vida dedicado al estudio y a la enseñanza hasta su muerte en 1817. El Califato de Sokoto sobrevivió hasta la conquista británica en 1903, cuando perdió su poder político. El sultán de Sokoto se mantiene en la actualidad como una importante figura religiosa. Cuando Sa'adu Abubakar fue elegido sultán en 2006, se convirtió en líder formal de los 70 millones de musulmanes de Nigeria.

### Masina
El estado musulmán fulani de Masina fue fundado en el sur de Tombuctú en 1818. Seku Amadu (o Jeque Ahmad Lobbo) nació en una familia pobre alrededor de 1773 en Malanga, en la provincia de Masina del Imperio de Segú. Era considerado pío, honesto y humilde, y se interesó profundamente en la religión, atrayendo a muchos seguidores influidos por el movimiento islámico en Sokoto. En 1816, Usman dan Fodio le dio el título de jeque, y en 1818 lideró una revuelta contra los gobernantes locales.
Sus primeras victorias contra el ejército de Segú llevaron a conversiones en masa en el pueblo fulani, y Masina pronto se convirtió en un fuerte estado musulmán, aunque la guerra con Segú continuó durante muchos años. En 1826, el nuevo estado tomó Tombuctú, que permaneció bajo el dominio de Masina hasta que Seku Amadu murió en 1845. En los territorios conquistados se fundaron poblados fortificados torodbe para mantener la paz.

### Emirato de Liptako
El emirato de Liptako fue un estado islámico fulani de principios del siglo XIX en la actual frontera entre Burkina Faso, Malí y Níger. En los inicios del Imperio de Masina, en 1824 se rebeló y se mantuvo independiente hasta la invasión francesa en 1864. Brahima Saidu lideró la revuelta y su familia retuvo el poder. Los torodbe, que se habían opuesto a la revuelta, recibieron el papel de colegio electoral que elegía al emir basándose en el mérito personal, habilidades demostradas, conexiones familiares y otros factores. Uno de los torodbe envolvería la cabeza del recién elegido emir con un turbante.

### Imperio de Tukulor

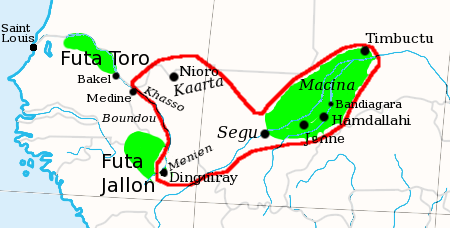
Futa Toro, Futa Yallon y Masina, con el imperio de El Hadj Umar Tall marcado en rojo. Futa Bundu está entre Futa Toro y Futa Yallon.

Alrededor de 1827, el erudito torodo El Hadj Umar Tall dejó Futa Toro y realizó un largo peregrinaje a La Meca. En 1846 regresó y comenzó el reclutamiento para una yihad. Se le atribuye a Muhammed Bello, hijo y heredero de Usman dan Fodio, un poema que elogia las gestas de Banu Toro. Umar Tall incluyó el poema en los mensajes que envió a los líderes de Futa Toro buscando apoyos para la yihad, ya que demostraba que la poderosa familia Fodio apoyaba su causa. Parte del poema dice

Estos [torodbe] son mi pueblo; el origen de mi clan; (...) para el apoyo del islam forman una liga; (...) de ellos algunos que destacaron en las ciencias religiosas (...) y aquellos que se defendieron contra la perversidad del enemigo y declararon la yihad.

Umar Tall inició su yihad en 1852. Sus ejércitos lograron fundar varios estados en Sudán al este de Futa Toro, pero los franceses, comandados por Louis Faidherbe, evitaron que incluyera Futa Toro en su imperio. Fue derrotado por los franceses en Médine en 1857, perdiendo el acceso a los territorios al sur del río Senegal. En 1860 firmó un tratado con los franceses por el que reconocía la supremacía francesa en Futa Toro mientras que estos le reconocían como gobernante de Kaarta y Segú. Tras ello lanzó un ataque contra el estado musulmán de Masina. Una coalición de estados musulmanes se unió en su contra y en 1864 Umar fue derrotado y asesinado. Sus seguidores formaron un estado con capital en Hamdullahi que perduró hasta 1893.